# 1897 en bande dessinée
| Années de la bande dessinée : 1894 - 1895 - 1896 - 1897 - 1898 - 1899 - 1900    |
| Décennies de la bande dessinée : 1860 - 1870 - 1880 - 1890 - 1900 - 1910 - 1920 |

Cet article présente les faits marquants de l'année 1897 en bande dessinée.

## Évènements
- 12 décembre 1897 : première apparition dans le New York Journal d'une bande de Pim, Pam et Poum, par Rudolph Dirks, qui est considéré comme le plus ancien feuilleton diffusé sous forme de bande dessinée.

## Nouveaux albums
Voir aussi : Catégorie:Album de bande dessinée sorti en 1897

## Naissances
- 7 mars : Maurice Cuvillier